# Ascolto
L'ascolto è l'atto dell'ascoltare. È l'arte dello stare a sentire attentamente, del prestare orecchio. Ascoltatore è chi ascolta; ascoltare la lezione, un oratore; ascoltare con interesse tutto ciò che il professore dice. Non trattasi di atto superficiale.
In psicologia ascolto è uno strumento dei nostri cinque sensi per apprendere, conoscere il tempo e lo spazio che ci circonda e comunicare con noi stessi e il mondo circostante.
L'ascolto è un processo psicologico e fisico del nostro corpo per comunicare ai nostri neuroni, al cervello che li traduce in emozioni e nozioni.

## Etimologia
Dalla radice Auris "Orecchio", latino parlato, Ascoltare è verbo transitivo. 
La parola ascolto nasce in italiano come derivato del verbo ascoltare, che proviene a sua volta dal latino "auscultare", cioè sentire con l'orecchio. Il significato tradizionale del termine ascolto è appunto quello che indica in genere l'azione e il risultato dell'ascoltare ed è fortemente legato al concetto di attenzione.

## Come noi ascoltiamo
Nell'ascolto c'è la componente fisica, tra orecchio e neuroni di come noi assimiliamo stimoli acustici e la componente psicologica, che è l'apprendimento attraverso i cinque sensi. Bisognerebbe parlare di tante cose sull'apprendimento, partendo da Sigmund Freud con la fase orale (che noi apprendiamo per esempio dalla bocca e i bambini attraverso quel mezzo assaporano, il gusto (freddo, amaro...), il tatto (forma, durezza, ...) per capire che cos'è. È il loro primo approccio con il mondo esterno. Sempre in quel periodo c'è l'apprendimento attraverso la vista e l'udito, che poi durerà tutta la vita. L'udito è molto importante, perché la percezione dello spazio e del nostro equilibrio si basa sull'orecchio.
Una delle cose che facciamo con l'ascolto è l'apprendimento del linguaggio. Due teorici come Burrhus Skinner e Orval Hobart Mowrer, ritengono che il nostro apprendimento si realizzi attraverso le interazioni con l'ambiente. Prima si apprendono le parole e più tardi si uniscono.
Per fare questo si deve ascoltare con la vista e con l'udito.
Per imparare la parola mamma, il bambino sente il suono mamma, per esempio "vieni dalla mamma". Usando sempre questa frase, vede il movimento delle labbra e l'oggetto in quel caso la mamma. Lui non ha associato subito il significato di mamma, ma è stata la ripetizione degli eventi. Questo procedimento vale in generale.
Sempre con l'ascolto il bambino piccolo dice la parola mamma, perché fa delle prove vocali. Per esempio dice: "aaaa" "ma ma ma"... Fa tanti versi il neonato, e attraverso l'ascolto e la ripetizione: capisce, impara a dire, prova emozione. 
L'ascolto non è solo udito, ma tutto quello che noi riusciamo ad apprendere o assimilare attraverso i nostri sensi.

## Usi della parola "ascolto"
La fortuna della parola ascolto è cresciuta a dismisura negli ultimi trent'anni. Fino a qualche decennio fa, infatti, la voce ascolto non si usava quasi mai autonomamente, ma serviva soprattutto per formare locuzioni con valore di avverbi come essere in ascolto, rimanere in ascolto, o con valore verbale, come dare ascolto, prestare ascolto nel senso di fare attenzione. Al massimo, la funzione dell'ascoltatore poteva interessare i linguisti, i quali distinguono l'analisi del parlare, cioè della produzione dei testi di una lingua, da quella della loro comprensione.
Ancora all'inizio degli anni Sessanta, l'ascolto non aveva niente a che fare con il pubblico dei programmi radio o tivvù. L'ascolto radio non era l'indice di gradimento: secondo il più grande vocabolario della lingua italiana, la cui lettera A risale al 1961, l'ascolto radiotelegrafico era il periodo fissato, di qualche ora al giorno, durante il quale le stazioni riceventi sulle coste e sulle navi al largo restano in ascolto per captare eventuali segnali di pericolo.
Oggi invece ascolto è una parola molto frequente, soprattutto quando si discute di televisione. Sembra un'incongruenza parlare in questo caso di ascolto, visto che la televisione più che ascoltarla la si guarda.
Ma l'apparente incongruenza si spiega in parte come un ricordo dei tempi della radio, in parte perché la parola ascolto, nell'accezione di gradimento di un programma radiofonico o televisivo, traduce l'inglese audience, vocabolo molto usato da noi anche nella forma originaria.